# N,N,2-三甲基色胺
2,N,N-三甲基色胺（英語：2,N,N-trimethyltryptamine，也称为2-甲基二甲基色胺，2-methyl-DMT，缩写2-TMT）是一种色胺衍生物，分子式C13H18N2，最早由亚历山大·舒尔金在其书《TiHKAL》中报导。